# Кейру, Джон
Джон Кейру (Кэрью) (англ. John Carew; 17 сентября 1952) — сьерра-леонский легкоатлет, участник летних Олимпийских игр 1980 в Москве.

## Биография
Кейру по национальности креол. Приехал в СССР в 1976 году и поступил в Ростовский строительный университет. В 1980 году он стал представителем своей страны на проходивших в Москве Олимпийских играх. Кейру выступил в беге на 100 метров, но завершил выступление уже в первом раунде, финишировав на 6 месте из 7 в своём забеге. Был заявлен на эстафету, но команда не стартовала.
В СССР Кейру женился на советской гражданке, от которой имел четверых детей:
- Ола (р. 1978) — актёр.
- Виктор (р. 1984) — баскетболист. Участник Олимпийских игр 2008 года в составе сборной России.
- Вильфред (Вилли) (р. 1985) — актёр и музыкант. В детстве занимался баскетболом и боксом, однако выйти на профессиональный уровень помешала травма[2].
- Катерина (р. 1988) — баскетболистка.

Ныне проживает на родине в Сьерра-Леоне.